# پابلو گابریل گارسیا
پابلو گابریل گارسیا (انگلیسی: Pablo Gabriel García؛ زادهٔ ۱۱ مهٔ ۱۹۷۷) یک بازیکن فوتبال اهل اروگوئه است.
وی همچنین در تیم ملی فوتبال اروگوئه بازی کرده‌است.